# Stanislav Souček

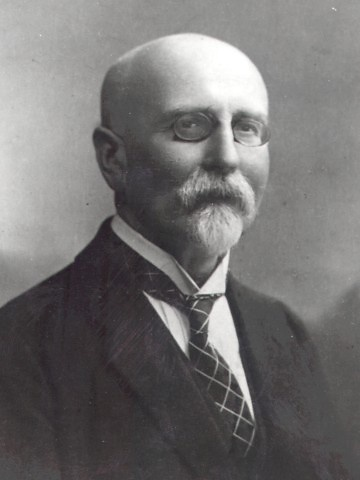
Stanislav Souček

Stanislav Souček (* 7. Mai 1870 in Náchod, Österreich-Ungarn; † 30. Dezember 1935 in Brünn, Tschechoslowakei) war ein tschechischer Philologe, Bohemist und Literaturhistoriker. 

## Leben
Stanislav Souček besuchte von 1881 bis 1888 das Gymnasium in Rychnov nad Kněžnou. Anschließend studierte er bis 1894 an der Prager Karls-Universität Klassische Philologie und Bohemistik. Zeitweise studierte er an der Universität Wien, an der er 1894 die Prüfung für das Lehramt an Mittleren Schulen in den Fächern Latein und Griechisch ablegte. Während seines Studiums lehrte er als Aushilfspädagoge in Hronov, nach seiner Prüfung bis 1897 am Slawischen Gymnasium in Olmütz, danach bis 1900 am tschechischen Gymnasium in Königinhof und anschließend am tschechischen Gymnasium in Altbrünn. 1905 promovierte an der Karls-Universität über František Matouš Klácel zum Doktor der Philologie. 1920 wurde er als ordentlicher Professor für Tschechische Sprache und Literatur an die Brünner Masaryk-Universität berufen. 1922/23 war er Dekan der Philosophischen Fakultät, 1931/32 bekleidete er das Amt des Universitätsrektors.

## Werke (Auswahl)
Součeks Hauptwerk über Johann Amos Comenius erschien erst nach seinem Tod. Zudem befasste er sich u. a. mit den Werken des Philosophen Tomáš Štítný ze Štítného und des Schriftstellers Jan Neruda. In seinen weiteren Monographien behandelte er die Geschichte von Volksliedern und des Barocktheaters. 
- Klácelova Filosofie řeči české a spor jí vznícený. Příspěvek k dějinám blouznění o jazyce, 1906 (Dissertation)
- Studie štítenské, 1909
- Vztahy Štítného ke krásnu, 1910
- Z dějin hranického školství, 1910
- Nerudova Romance o Karlu IV., 1916
- Domnělá píseň pražských vyhnanců na Slovensko a její slovenské příbuzenstvo, 1923
- Dvě pozdní mystifikace Hankovy, 1924
- Rakovnická vánoční hra, 1929
- Komenský jako theoretik kazatelského umění, 1938